# Nikoli
Nikoli também é uma vila na ilha de Lêucade, na Grécia.
Nikoli (ニコリ) é uma editora japonesa que é especializada em jogos e, especialmente, em jogos lógicos. É também o apelido para uma revista trimestral editada pela companhia (cujo nome completo é Puzzle Communication Nikoli). Nikoli se tornou mundialmente popular devido à popularidade do Sudoku.
O nome Nikoli vem da corrida de cavalos a qual venceu o Irish Two Thousand Guineas Stakes em 1980.
A Nikoli deve a sua fama devido a sua vasta biblioteca de jogos “independente de cultura”. Em geral, tem havido uma tendência em relação ao marketing de “audiência mundial” de jogos e puzzles; o que significa, que eles deveriam funcionar e atrair interesse do público, independentemente de linguagem ou cultura. (Um exemplo de gêneros dependentes de linguagem/cultura de puzzle seriam as palavras-cruzadas, que conta com uma linguagem e alfabetos específicos). Por esta razão, jogos de tabuleiro de estilo germânico são geralmente disponíveis em palavras e pesadamente ilustrados, e os puzzles japoneses são puramente lógicos, e geralmente numéricos. Há muita diversidade entre as sociedades modernas quando se relaciona ao alfabeto e a gramática, mas todos usam o mesmo sistema numérico.
O segundo puzzle mais popular da Nikoli, o Sudoku foi popularizado mundialmente por volta de 2005; o seu passatempo mais popular são as palavras-cruzadas. A revista tem inventado diversos gêneros novos de puzzles, e introduzido muitos jogos novos no Japão. 

## Nikolipuzzles

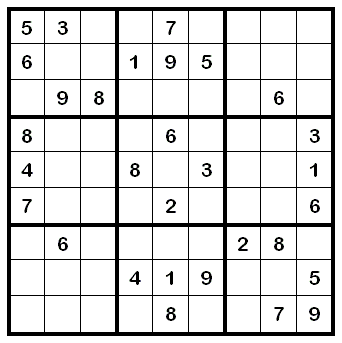
Um puzzle Sudoku

Estes são apenas alguns dos passatempos mais populares da Nikoli, juntamente com os seus nomes em japonês; termos em parênteses são títulos publicados no Brasil para os mesmos passatempos.
- Palavras Cruzadas クロスワードパズル
- Divide by Squares 四角に切れ
- Fillomino フィルオミノ (Art Mosaico)
- Hashiwokakero 橋をかけろ
- Heyawake へやわけ
- Hitori ひとりにしてくれ
- Inshi no heya 因子の部屋
- Kakro カックロ (Kakuro)
- Light Up 美術館
- Masyu ましゅ
- Number Link ナンバーリンク (Art Link)
- Nurikabe ぬりかべ
- Ripple Effect 波及効果
- Slither Link スリザーリンク (Cercas)
- Sudoku 数独 (Sudoku)
- Where is Black Cells 黒マスはどこだ
- Yajilin ヤジリン

## Ver Também
- Maki Kaji - empresário japonês que foi o presidente da Nikoli.